# جي. روجر إدواردز
جي. روجر إدواردز (بالإنجليزية: G. Roger Edwards)‏ هو عالم إنسان أمريكي، ولد في 11 أكتوبر 1914 في Southington, Connecticut ‏ في الولايات المتحدة، وتوفي في 9 يونيو 2009 في Haverford, Pennsylvania ‏ في الولايات المتحدة.